# اس/۲۰۰۳ جی ۱۲
اس/۲۰۰۳ جی ۱۲(به انگلیسی: S/2003 J 12) یکی از ماه‌های طبیعی مشتری است. این ماه کوچکترین ماه کشف‌شده در منظومه شمسی است که توسط یک تیم از اخترشناسان دانشگاه هاوایی به رهبری اسکات شپرد و در سال ۲۰۰۳ میلادی کشف شد.
قطر اس/۲۰۰۳ جی ۱۲ حدود یک کیلومتر است, و در مداری با فاصله متوسط از مشتری ۱۷٬۸۸۳ Mm در مدت ۴۸۹٫۷۲ روز دور می‌زند, این ماه انحراف ۱۴۳° نسبت به استوای مشتری دارد و خروج از مرکز مدار آن۰٫۴۹۲۰ است.